# Акариазы
Акариазы (лат. acariasis; др.-греч. ἄκαρι — «клещ» + суффикс -iasis — «болезненный процесс») — общее название группы паразитарных заболеваний человека, животных и растений, вызванных клещами.

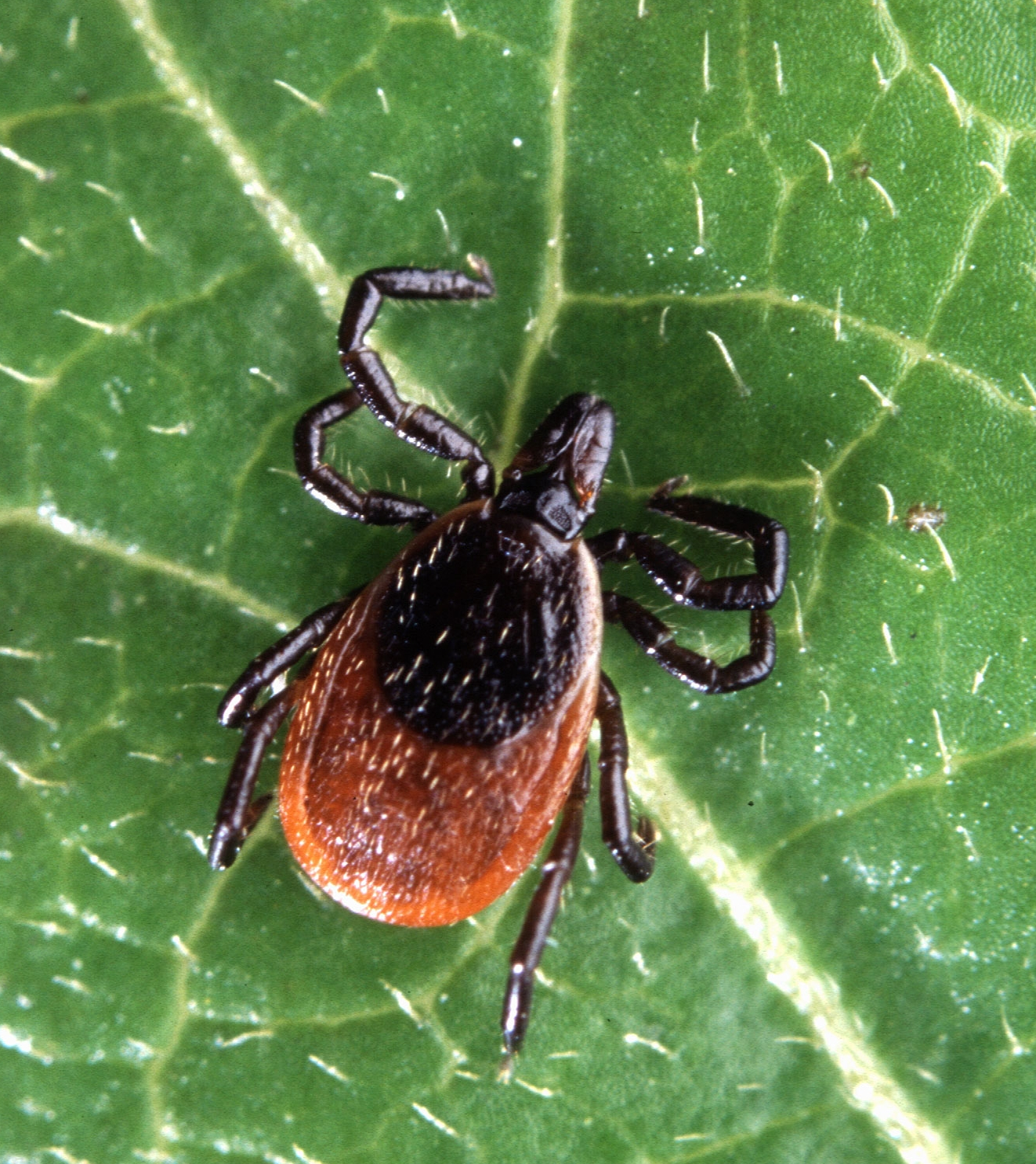
Ixodes scapularis — клещ из семейства Ixodidae, является переносчиком болезни Лайма, бабезиозов и гранулоцитарного анаплазмоза человека.

Акариазы относятся к группе арахнозов — болезней, вызываемых представителями класса паукообразных.

## История
В конце XVIII века возникла акарология — научная дисциплина, изучающая клещей, которая получила бурное развитие благодаря работам таких учёных как Линней, Дюфур, Кох, Канестрини, Берлезе и многих других.
В 1899 году российский агроном П. Г. Кондауров первым в стране установил акариазную этиологию заболевания хлопчатника, серьёзный вред которому причинял обыкновенный паутинный клещ. Изучение данного вида клеща шло до середины двадцатого века, в результате чего советские акарологи получили подробные сведения по морфологии и экологии этого вида, что позволило разработать эффективные меры борьбы с ними.
Крупный вклад в развитие акарологии внёс австрийский акаролог Альфред Налепа, который описал и систематизировал множество видов галлообразующих клещей семейства Eriophyidae.
В 1901 году американский дерматолог Д. Ф. Шамберг впервые описал зерновую чесотку, возбудителем которой был пузатый клещ, обитающий в зерне, зерновых продуктах, хлопке, соломе и т.д.
В конце 1930-х годов паразитологи под научным руководством генерал-лейтенанта медицинской службы Е. Н. Павловского определили возбудителя клещевого энцефалита на Дальнем Востоке и в 1940 году разработали вакцину для защиты от этой болезни.
В 1972 году появилось предположение о роли акариазов в структуре случаев синдрома Кавасаки и синдрома внезапной детской смерти, который может быть вызван анафилаксией, развившейся в результате воздействия клещевых аллергенов.

## Этиология и эпидемиология
Возбудителями данных заболеваний являются клещи (Acari) — подкласс членистоногих из класса паукообразных (Arachnida). Самая многочисленная группа в классе: в настоящее время описано более 54 тысяч видов, включая 144 ископаемых. Такого расцвета клещи достигли в связи с тем, что в своём историческом развитии они приобрели микроскопически мелкие размеры, благодаря чему повсеместно распространились.
Наибольшее значение имеют представители надсемейства Acaroidea, Analgoidea и Glycyphagoidea.

## Акариазы животных

### Акариазы животных
Alveonasus lahorensis из семейства
Argasidae, паразитирует на мелком и крупном рогатом скоте, лошадях, верблюдах, ослах, собаках. Alveonasus саnestrini другой представитель этого же семейства, вызывает клещевой паралич у овец.
Представители подрода Boophilus из рода Rhipicephalus семейства Ixodidae, являются переносчиками бабезиоза, франсаиеллеза, анаплазмоза и спирохетоза крупного рогатого скота в тропических и субтропических странах.
Demodex canis — представитель рода Demodex из семейство Demodecidae, является возбудителем демодекоза собак, заболевания характеризующегося поражением кожи и внутренних органов животного.
Представители рода Dermacentor из подсемейства Rhipicephalinae, переносчиками таких заболеваний как: клещевой североазиатский риккетсиоз, омская геморрагическая лихорадка, геморрагическая лихорадка Крым-Конго, клещевой энцефалит, чума, туляремия, Ку-лихорадка, бруцеллёз, пятнистая лихорадка Скалистых гор; вызывают клещевой паралич и т.д.
Ophionyssus natricis — представитель рода Ophionyssus из семейства Macronyssidae, является эктопаразитом змей, гематофагом, возбудителем змеиного клещевого дерматита — заболевания способного привести к гибели рептилий.
Облигатные эктопаразиты рода Ixodes из подсемейства Ixodinae, паразитирую как на животных так и на людях являются возбудителями иксодиоза. Большинство случаев укусов в России связано с двумя видами: собачьим (Ixodes ricinus) и таёжным (Ixodes persulcatus) клещами. Представители этих видов являются переносчиками клещевого энцефалита, болезни Лайма и некоторых других болезней.
Ornithonyssus bacoti — представитель рода Ophionyssus из семейства Macronyssidae, облигатный временный эктопаразит гематофаг крыс, при отсутствии которых способный питаться кровью других млекопитающих включая человека. Является возбудителем крысиного клещевого дерматита. Заболевание характеризуется воспалением кожи и сыпью. Лабораторные исследования также показали, что клещ может быть переносчиком таких опасных заболеваний как: туляремия, чума, риккетсиозы, Ку-лихорадка и вирусы Коксаки.

### Акариазы птиц
Представители семейства Argasidae — Argas reflexus паразитирующий на голубях и Argas persicus — на домашней птице, который также является переносчиком спирохетоза птиц, при массовом заражении могут вызывать у птиц значительную потерю крови и отравление токсинами.
Dermanyssus gallinae — паразитический кровососущий гамазовый клещ из рода Dermanyssus семейства Dermanyssidae, является возбудителем дерманиссиоза, заболевания домашних кур, характеризующейся снижением яйценоскости, истощением и анемией.
Knemidokoptes pilae и Knemidokoptes mutans из рода Knemidokoptes семейства Epidermoptidae, являются возбудителями кнемидокоптоза, широко распространённого эктопаразитарного заболевания домашних, декоративных и диких птиц. Заболевание характеризуется зудом кожи, дерматитом, снижением продуктивности птиц, а при запущенном случае может развиться воспаление суставов и некроз фаланг пальцев.

### Акариазы насекомых
Varroa destructor — представитель рода Varroa из семейства Varroidae, является возбудителем варроатоза, одного из самых распространённых и опаснейших паразитарных заболеваний медоносных пчёл (взрослых особей и куколок) приводящие к массовой гибели этих насекомых.
Pyemotes ventricosus и Pyemotes herfsi — представители рода Pyemotes из семейства Pyemotidae, являются возбудителями пиемотоза, заболевания открытого расплода пчёл, иногда взрослых особей и личинок люцерновой пчелы-листореза. Питание клещей на открытом 4—5-дневном расплоде пчёл приводит к почти полному уничтожению личинок, от которых остаются лишь оболочки. Клещи способны инокулировать в тело личинок бактерии, приводящие к их гибели и загниванию. Более мелкие клещи Херфси вызывают закупорку ротового аппарата взрослых пчёл, в результате чего они гибнут от голода.

## Акариазы растений
Rhizoglyphus echinopus из рода Rhizoglyphus, семейства Acaridae, является широко распространённым паразитом многих цветочных растений, лука, клубней картофеля, моркови, свёклы, корней винограда, злаковых и других растений.
Tetranychus urticae из рода Tetranychus семейства Tetranychidae, является широко распространённым паразитом разных сельскохозяйственные культуры, например таких как виноград, хлопок, маниок и соя. Высасывая соки из листьев растений, клещи вызывают их пожелтение и опадание.

## Профилактика и лечение
Ранняя профилактика является основным методом борьбы с опасными клещами.
Для этого применяют акарициды, инсектициды, репелленты и другие средства защиты от членистоногих. Производят уничтожение переносчиков клещей — дератизацию и дезинсекцию окружающей среды. Ведут фитосанитарный и ветеринарный контроль. Проводят вакцинацию от передаваемых клещами инфекций, например от клещевого энцефалита.
В основе лечения всех форм акариазов лежит принцип полной эрадикации паразитов.